# Jindallae 3
De Jindaelae 3 (vrij vertaald een Azalea 3) is een Noord-Koreaanse smartphone. Deze smartphone is uitgebracht in juni 2017. De Jindaelae 3 is beschikbaar in de kleuren wit en zwart. Hij is uitgebracht door het Noord-Koreaanse bedrijf Mangyongdae Information Technology Corporation.
De Noord-Koreaanse krant DPRK Today sprak zelf over een smartphone met "verbeterd gebruiksgemak en veiligheid". De fabrikant van de telefoon wist, volgens DPRK Today, zonder problemen een nieuwe smartphone te ontwikkelen op de 'Koreaanse manier'.